# Wilhelm Neuber
Wilhelm Neuber (28. května 1839 Vídeň – 12. února 1917 Baden) byl rakouský podnikatel a politik německé národnosti z Dolních Rakous, v 2. polovině 19. století poslanec Říšské rady.

## Biografie
Působil jako továrník ve Vídni.
Studoval chemii ve Vídni a pak získal další odborné vzdělání v Německu. Roku 1865 převzal drogistický obchod firmy Wackenroder ve Vídni, ze kterého pak vyrostl velký podnik. Zaměřoval se na do té doby neznámé zpracování odpadů podle vlastních patentů. Například cyankáli produkoval z krevních odpadů, sloučeniny cínu z odpadních plechů. Měl továrnu v Perchtoldsdorfu a Brunn am Gebirge. Měl zastoupení pařížské firmy Poirrier a vyráběl mořidla a barvy. Zahájil také produkci přípravků na leptání skla a bělidel. Roku 1869 otevřel pobočný závod ve vídeňském Baumgartenu. Exportoval do Itálie, Ruska a na Balkán.
Byl veřejně a politicky aktivní. Od roku 1876 byl členem vídeňské obchodní a živnostenské komory. V letech 1874–1881 zasedal ve vídeňské obecní radě. Od roku 1884 byl přísedícím u vídeňského obchodního soudu. Opakovaně byl volen za viceprezidenta rakouského živnostenského spolku.
Zasedal i jako poslanec Říšské rady (celostátního parlamentu Předlitavska), kam nastoupil v doplňovacích volbách roku 1884 za kurii měst v Dolních Rakousích, obvod Vídeň, VI. okres. Slib složil 4. prosince 1884. V řádných volbách roku 1885 kandidoval, ale porazil ho kandidát antisemitů Robert Pattai. Do parlamentu se vrátil v doplňovacích volbách roku 1888, místo Gustava Leona, nyní za kurii obchodních a živnostenských komor. Do Říšské rady usedl 25. ledna 1888. Mandát zde obhájil ve volbách roku 1891. Ve volebním období 1879–1885 se uvádí jako Wilhelm Neuber, obchodník a majitel továrny na barvy, bytem Vídeň. Zasadil se o vznik vídeňského obecního skladiště, celní poradny a exportní statistiky. Podílel se na přípravě zákona o potravinách.
Patřil mezi ústavověrné (liberální, centralisticky orientované) poslance. V 80. letech ústavověrné politické proudy utvořily společný klub Sjednocené levice. Po návratu do parlamentu je v roce 1890 uváděn jako člen podobně orientovaného klubu Sjednocená německá levice, jenž vznikl obnovou mezitím dočasně rozpadlého klubu Sjednocené levice. I ve volbách roku 1891 byl na Říšskou radu zvolen za klub Sjednocené německé levice.
Po dlouhou dobu zastával funkci místopředsedy vídeňského mužského pěveckého spolku. Za zásluhy mu byl udělen Řád železné koruny a Řád Františka Josefa. Měl titul komerčního rady.
Zemřel v únoru 1917.